# 蔡增基
蔡增基（1892年—？），曾用名蔡文坤。生于美国檀香山，祖籍广东省香山县。同盟会会员、民国政要、美国华人金融家。

## 生平
1915年，蔡增基毕业于美国哥伦比亚大学。回国后历任广东省议会议员、两广都司令部外交委员、北京《邮报》（英文）副编辑长、香港工商银行经理。
1921年2月15日，陈炯明依据《广州市暂行条例》委任孙科担任广州市长，蔡增基担任财政局长，魏邦平为公安局长，程天固为工务局长，许崇清为教育局长，黄垣为公用局长，胡宣明为卫生局长。
1922年8月，蔡增基担任北京政府农商部秘书。1926年11月20日，担任广州国民政府交通部铁路处处长。
1927年11月起，担任国民政府财政部金融管理局长、铁道部管理司长。
1928年12月，兼任沪宁、沪杭甬铁路管理局局长等职。
1930年担任杭州市市长。1931年4月，出任上海市财政局长。
1932年7月8日，蔡增基向第207次市政会议提交《取缔市区跳舞营业场所案》，要求效仿北平、杭州、广州取缔上海的营业舞厅，但该提案未获通过，只是妥协性地决议“复位营业时间”。同年秋，财政局函商公安局建议提高舞业税率，但未能实现。在1934年9月7日和21日举行的第266次和第267次市政会议上，蔡增基依然表示要加大对舞业的税率，但依然无果。
1936年2月4日，蔡增基任招商局总经理。抗战爆发时，蔡增基率领部分人员迁往香港设立办事机构，另由副经理沈仲毅组织长江业务管理处，负责内河军公运输业务。1938年，蔡增基将“海元”“海亨”“海利”“海贞”四艘轮船出售给怡和洋行，要价34万英镑，“海云”号也在香港出售，蔡增基把卖船所得、营业收入以及其他经济收入都存入汇丰、广东等银行。香港沦陷后，蔡增基避居澳门，存放在香港的招商局档案、账册、财产契据等全部散失。交通部多次电催蔡增基赴重庆办理交代手续，但蔡增基一再申辩，没有前往重庆。1943年3月1日，蔡增基辞去招商局总经理一职。
1943年4月，交通部以军运频繁为由，令招商局在重庆恢复总局，徐学禹为总经理，潘光迥、沈仲毅为副总经理。同时恢复理事会，蔡增基为理事长，刘鸿生、杜月笙、盛升颐、何墨林、赵季林为常务理事，徐学禹、潘光迥、刘攻芸、王选之、韦以献、赵棣华、魏文翰、骆清华为理事，撤销长江业务管理处。4月26日，招商局正式恢复办公。
1943年9月，参政员黄炎培收到秦永吉的信函，信中说蔡增基在香港侵吞巨额公款。在黄炎培的建议下，监察委员范争波向监察院递交纠举书，指控蔡增基，要求“切实查究法办”，并要求蔡增基交出赃款。蔡增基极力辩解，国民政府中的一些官员也出面替蔡增基辩解。交通部委托中统局派人到香港调查，但毫无结果。之后，蔡增基赴美工作。1945年底至1946年初，交通部与招商局多次电召蔡增基立刻回国办理交代手续，但遭到蔡增基的拒绝。1946年8月，蔡增基派代表梁维四回国办理交代手续，被交通部认可。经过反复交涉，1947年4月，梁维四与徐学禹办理移交手续，签署《个人欠款项表》等文件，将无法收回的各项欠款共517万98元作为所谓“呆账预备”予以“转销”。
1947年7月底，蔡增基被民社党全国代表大会选为海外执行委员。同年8月，蔡增基被选为中央执行委员。
1957年，在蔡增基的推动下，旧金山市联邦储蓄贷款会在华埠设立支行，他担任支行经理。
1965年，蔡增基和周锐等创立美国旧金山中华文化中心。1973年创立中华文化基金会。

## 延伸阅读
[在维基数据编辑]
 《游美同學錄·蔡增基》，出自《游美同學錄》